# Afton, Wyoming
Afton är en småstad (town) i Lincoln County i västra Wyoming i USA. Staden hade 1 911 invånare vid 2010 års folkräkning. 

## Geografi
Afton är den största staden i Star Valley i västra Wyoming och ligger några kilometer öster om Salt River.

## Historia
Star Valley beboddes före nybyggarnas ankomst av shoshonerna. Afton grundades av mormonska nybyggare som kom hit via Lander Cutoff på Oregon Trail.

## Kommunikationer
Afton ligger vid den nord-sydliga federala landsvägen U.S. Route 89 och har ett mindre flygfält, Afton Municipal Airport.

## Kända invånare
- Rulon Gardner (född 1971), brottare, guldmedaljör i OS i Sydney 2000.

## I fiktion
Aftons flygfält förekommer i Ayn Rands roman Och världen skälvde (1957).